# Utricularia gibba
Utricularia gibba — вид рослин із родини пухирникових (Lentibulariaceae).

## Біоморфологічна характеристика

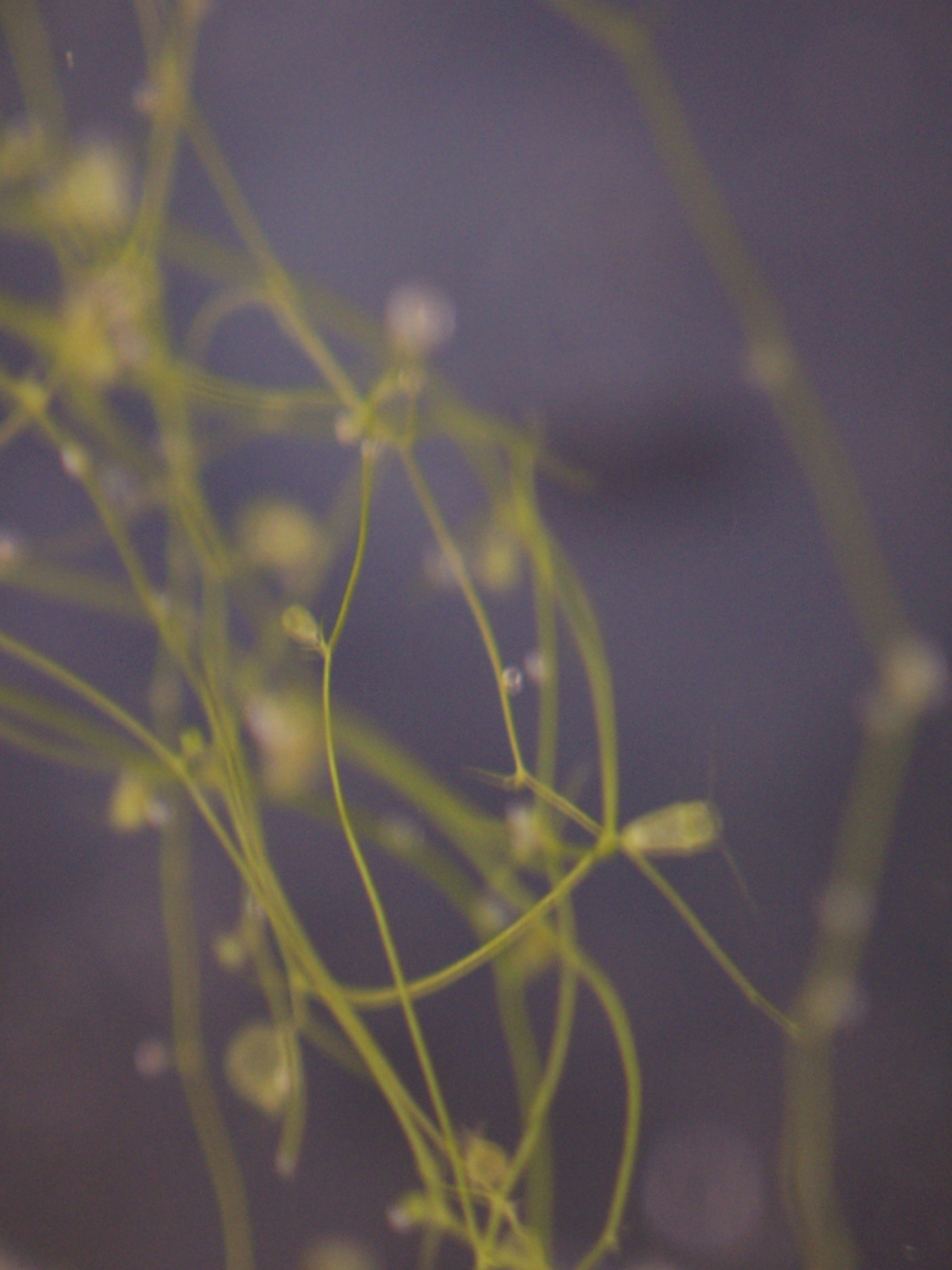

Це однорічна чи багаторічна рослина. Ризоїди відсутні або є — ниткоподібні, розгалужені. Столони ниткоподібні, сильно розгалужені. Пастки бічні на листкових сегментах, на ніжках, яйцеподібні, 1–2.5 мм. Листки численні на столонах, 5–15 мм. Суцвіття прямовисні, 2–15 см, 1–3(6)-квіткові. Частки чашечки нерівні, від широко яйцеподібних до округлих, 1.5–2 мм, верхівка закруглена; віночок жовтий, 4–8 мм. Коробочка куляста, 2–3 мм у діаметрі, 2-клапанна. Насіння чечевицеподібне, 0.8–1 мм у діаметрі. 2n = 28.

## Поширення
Зростає у Північній і Південній Америці, в Африці, на півдні Європи, на півдні й південному сході Азії, в Австралії.
Зростає на мілководді, у стоячій або повільній воді, або в мулі в канавах, басейнах, озерах, річкових заводях, болотах чи болотистих місцевостях. Вид також часто трапляється на глибокій воді, але не цвіте, якщо не підтримується на килимках із живої або мертвої рослинності.

## Використання
Цей вид дуже широко вирощується для садівництва.